# Szpital Powiatowy w Lesku
Szpital Powiatowy w Lesku – jedyny szpital na terenie powiatu leskiego. 
Roboty budowlane szpitala wykonało Sanockie Przedsiębiorstwo Budowlane. 
Lecznica posiada 6 oddziałów szpitalnych: Izba Przyjęć, Dziecięcy, Wewnętrzny, Rehabilitacyjny, Chirurgii Ogólnej, Ginekologiczno-Położniczy oraz Blok operacyjny. Jest to jeden z dwóch szpitali na terenie Bieszczadów. Druga bieszczadzka placówka szpitalna mieści się w Ustrzykach Dolnych. Leski szpital położony jest niedaleko popularnych bieszczadzkich kurortów turystycznych takich jak Solina, Polańczyk, Cisna czy Wetlina dlatego też największy napływ pacjentów, głównie spoza powiatu leskiego, szpital ma w sezonie letnim i w czasie ferii zimowych. Pacjenci dowożeni są do szpitala zarówno karetkami, jak i śmigłowcem Lotniczego Pogotowia Ratunkowego w Sanoku. W szpitalu do końca 2011 roku funkcjonował Szpitalny Oddział Ratunkowy (SOR) jednak ze względów proceduralnych jego działanie zostało zawieszone.

## Poradnie specjalistyczne
- Alergologiczna
- Urologiczna
- Cukrzycowa
- Chorób Płuc i Gruźlicy
- Dermatologiczna
- Neurologiczna
- Leczenia Bólu
- Reumatologiczna
- Dla Kobiet
- Chirurgiczna
- Urazowo-Ortopedyczna
- Rehabilitacyjna
- Zdrowia Psychicznego
- Leczenia Uzależnień

## Pracownie szpitalne
- RTG/MM
- USG
- Endoskopia
- Serologia, Bank krwi
- Laboratorium analityczne
- Diagnostyka kardiologiczna
- Badania czynnościowe układu oddechowego